# Polyrhachis schwiedlandi
Polyrhachis schwiedlandi é uma espécie de formiga do gênero Polyrhachis, pertencente à subfamília Formicinae.